# 德费登
德费登（德語：Dörverden，發音：[ˈdœʁfɛʁdn̩]）是德国下萨克森州费尔登县的市镇，面积83.51平方千米，2023年12月31日人口为9,175人。